# Afferent
Afferent (von lateinisch affere „hintragen, zuführen“) werden neurophysiologisch jene Fortsätze von Nervenzellen genannt, über die einem bestimmten Bereich Signale zufließen. Diese allgemeine Kennzeichnung nach der Richtung der Signalleitung kann für verschiedene Strukturen auf unterschiedlichen Ebenen verwendet werden:
- Auf zellulärer Ebene bezogen auf den Nervenzellkörper werden die Dendriten als afferent bezeichnet.
- Auf regionaler Ebene bezogen auf eine bestimmte Hirnregion heißen die jeweils zuführenden Bahnen auch Afferenzen im Unterschied zu den ausgehenden Efferenzen.
- Auf systemischer Ebene bezogen auf das Zentrale Nervensystem (ZNS) werden die eintretenden Nervenfasern, über welche Signale eingehen, insgesamt als afferente Nervenfasern oder „Afferenzen“ bezeichnet und in somatische und viszerale unterschieden.

Diesen stehen Efferenzen gegenüber für den Signalausgang. Als Bestandteile eines Reflexbogens wird je von afferentem bzw. efferentem Schenkel gesprochen.

## Afferenzen zum ZNS
Die Gesamtheit aller aus der Peripherie in das Zentralnervensystem eintretenden und in dieser Richtung dem ZNS Signale von Rezeptoren bzw. aus Sinnesorganen zuleitenden Nervenfasern wird auch Afferenzen genannt. Die beteiligten Nervenzellen sind als afferente Neuronen jeweils Teil eines afferenten Systems, wobei die Afferenzen der ersten (1.) afferenten Neuronen einer Neuronenkette auch Primär-Afferenzen genannt werden, ihre Nervenfasern primär-afferent.
In der deutschsprachigen Anatomie wird für Afferenzen bei höher entwickelten Tieren und dem Menschen häufig unterschieden zwischen
- sensiblen – der Oberflächensensibilität und der Tiefensensibilität für die haptische Wahrnehmung
- und sensorischen – für olfaktorische, visuelle, auditorische und gustatorische Sinneswahrnehmungen, auch wenn diese Unterteilung oft nicht anders als damit begründet wird, dass sensorische Wahrnehmungen auf eng begrenzte Körperregionen beschränkt sind. Bei den Wirbeltieren werden die Afferenzen von einigen Autoren weiter untergliedert, wenn auch die Grenzziehungen hier nicht immer plausibel sind.

Die somatischen Afferenzen (von griechisch soma „Körper“) leiten Information von der Leibeswand und gehören zum somatischen Nervensystem. Hier werden allgemeine somatische Afferenzen (ASA, englisch general somatic afferent, GSA) und spezielle somatische Afferenzen (SSA, englisch special somatic afferent) unterschieden. Zu den ASA werden alle Bahnen der haptischen Wahrnehmung (Berührungsempfindung, Temperaturwahrnehmung, Schmerzwahrnehmung, Propriozeption), zu den SSA die Bahnen des Gesichts-, Gehör- und Gleichgewichtssinns gezählt.
Die viszeralen Afferenzen (von lateinisch viscera „Eingeweide“) sind diejenigen des vegetativen Nervensystems und leiten Information von den inneren Organen zum Zentralnervensystem. Auch hier werden teilweise allgemeine (AVA, engl. GVA) und spezielle (SVA) unterschieden. Die AVA leiten Schmerzempfindungen, chemische und mechanische Reize von den Organen zum Gehirn, die SVA Geruchs- und Geschmackswahrnehmungen.